# Десять рублей
Де́сять рубле́й (10 рубле́й) (разг. деся́тка, черво́нец, чи́рик) — номинал денежных знаков, находящихся в обращении в России, Белоруссии и непризнанной Приднестровской Молдавской Республике. Десятирублёвые банкноты выпускались в Российской империи, РСФСР и СССР, а также в ряде различных образований на территории бывшей Российской империи и бывшего СССР; стандартный цвет банкноты — розово-красный.
В настоящее время в обращении находятся: в России — банкноты 10 рублей образца 1997 года, памятные десятирублёвые монеты из драгоценных и недрагоценных металлов, с 1 октября 2009 года выпущены в обращение разменные монеты номиналом 10 рублей; в Белоруссии — банкноты 10 рублей образца 2009 года и памятные монеты из драгоценных металлов; в Приднестровье — банкноты 10 рублей образца 2007 года и монеты 10 рублей образца 2014 года.

## Государственный кредитный билет 10 рублей образца 1909 года (выпуск 1909—1918 годов)
Начиная с 1907 года, в связи с усовершенствованием в способах изготовления ценных бумаг, производился постепенный выпуск в обращение новых кредитных билетов достоинством десять рублей. Замена билетов прежних выпусков номиналом 10 рублей на билеты нового образца осуществлялась согласно указам от 29 апреля 1909 года (№ 31781, 31782).
В соответствии с указом от 29 апреля 1909 года (№ 31831) 1 ноября этого же года был выпущен кредитный билет 10 рублей образца 1909 года.
Подписи управляющих:
- В 1909 году кредитные билеты 10 рублей подписывались управляющим С. И. Тимашевым
- Билеты 10 рублей выпуска 1910—1914 подписывались управляющим А. В. Коншиным
- Билеты 10 рублей выпуска 1914—1919 подписывались управляющим И. П. Шиповым

На билете помещался малый государственный герб образца 1883 года. Нумерация билетов шестизначная порядковая. Серии двухлитеральные (например, АА 012345). Кредитный билет печатался на белой бумаге с водяными знаками. С лицевой и оборотной стороны применялась типографская печать по многокрасочной орловской сетке.
Билет 10 рублей образца 1909 года находился в обращении до 1 октября 1922 года. Согласно декрету СНК от 8 сентября 1922 года «Об установлении однородности денежного обращения» он терял платёжную силу с октября 1922 года. Обмен их производился из расчёта 10 тыс. рублей за 1 рубль образца 1922 года.
| 10 рублей образца 1909 года. Формат 105×175мм | 10 рублей образца 1909 года. Формат 105×175мм | 10 рублей образца 1909 года. Формат 105×175мм                               | 10 рублей образца 1909 года. Формат 105×175мм | 10 рублей образца 1909 года. Формат 105×175мм | 10 рублей образца 1909 года. Формат 105×175мм |
| № по каталогу Денисова                        | № по каталогу Пика                            | Аверс                                                                       | Реверс                                        | Серии                                         | Цена в долл. на 2004 год по каталогу Денисова |
| --------------------------------------------- | --------------------------------------------- | --------------------------------------------------------------------------- | --------------------------------------------- | --------------------------------------------- | --------------------------------------------- |
| К-33.1                                        | 11.a                                          | Фон и рисунок многоцветные. Печать чёрного цвета. Управляющий С. И. Тимашев | Фон и рисунок многоцветные                    | АА-АӨ                                         | 40                                            |
| К-33.2                                        | 11.b                                          | То же, но управляющий А. В. Коншин                                          | Фон и рисунок многоцветные                    | БА-ДЛ                                         | 2                                             |
| К-33.3а                                       | 11.c                                          | То же, но управляющий И. П. Шипов                                           | Фон и рисунок многоцветные                    | ДМ-КЦ                                         | 0,2                                           |
| К-33.3б                                       | 11.c                                          | То же, управляющий И. П. Шипов но выпуск Временного правительства.          | Фон и рисунок многоцветные                    | КЧ-ПГ                                         | 0,2                                           |
| К-33.3в                                       | 11.c                                          | То же, управляющий И. П. Шипов но выпуск Правительства РСФСР.               | Фон и рисунок многоцветные                    | ПД-ЦӨ АА-АМ ГМ                                | 0,2                                           |

## Банкноты 10 рублей образца 1918—1997 годов
В СССР банкноты выпуска 1961 года оказались самыми «долговечными»: они находились в обороте более 30 лет.
| Лицевая сторона | Оборотная сторона | Размеры (мм) | Основные цвета  | Лицевая сторона                                                                                                | Оборотная сторона                                                    | Водяной знак                         | Дата выхода                |
| --------------- | ----------------- | ------------ | --------------- | --- | -------------------------------------------------------------------- | ------------------------------------ | -------------------------- |
|                 |                   | 128×80       | красный         | номинал цифрами и прописью, пояснительные надписи                                                              | герб России, номинал цифрами и прописью                              |                                      | 1918                       |
|                 |                   | 158×80       | красный         | герб РСФСР, номинал цифрами и прописью                                                                         | номинал, текст условий деноминации                                   | есть                                 | 1922                       |
|                 |                   | 40×66        | красный         | герб РСФСР, номинал цифрами и прописью                                                                         | —                                                                    | есть                                 | 1922                       |
|                 |                   | 129×80       | серо-фиолетовый | герб РСФСР, номинал цифрами и прописью                                                                         | номинал, текст условий деноминации                                   | есть                                 | 1923                       |
|                 |                   | 129×80       | серо-фиолетовый | герб РСФСР, номинал цифрами и прописью                                                                         | номинал, текст условий деноминации                                   | есть                                 | 1923                       |
|                 |                   | 158×92       | красный, синий  | надпись «Билет Государственного банка СССР», портрет В. И. Ленина анфас, герб СССР, номинал цифрами и прописью | номинал цифрами и прописью на официальных языках всех республик СССР |                                      | 16 декабря 1947, март 1957 |
|                 |                   | 124×62       | розовый         | портрет Ленина, герб СССР, надпись «Билет Государственного банка СССР»                                         | номинал цифрами и прописью на 15 языках республик СССР               | тёмные и светлые пятиконечные звёзды | 1 января 1961              |
|                 |                   | 124×62       | розовый         | герб СССР, портрет В. И. Ленина (левый профиль)                                                                | номинал цифрами и прописью, серия и номер (слева и справа)           | тёмные и светлые пятиконечные звёзды | 27 июня 1991               |
|                 |                   | 150×65       | зелёный         | Красноярск — часовня Параскевы Пятницы, коммунальный мост                                                      | Красноярская ГЭС                                                     | «10», часовня Параскевы Пятницы      | 1 января 1998              |
|                 |                   | 150×65       | зелёный         | Красноярск — часовня Параскевы Пятницы, коммунальный мост                                                      | Красноярская ГЭС                                                     | «10», часовня Параскевы Пятницы      | 1 января 2001              |
|                 |                   | 150×65       | зелёный         | Красноярск — часовня Параскевы Пятницы, коммунальный мост                                                      | Красноярская ГЭС                                                     | «10», часовня Параскевы Пятницы      | 16 августа 2004            |

## Монеты 10 рублей 1991—2017 годов
10 рублей 1991 года чеканились на московском и ленинградском монетных дворах. Они имели две разновидности, отличающиеся написанием некоторых букв.
С 1 октября 2009 года в России выпущена новая монета номиналом 10 рублей.
Предполагалось, что к 2012 году она вытеснит из обращения бумажные банкноты того же номинала.
| Изображения | Параметры | Параметры | Параметры | Описание                                                                                | Описание                                                                                      | Описание | Описание | Дата выпуска   |
| Изображения | Диаметр   | Толщина   | Масса     | Материал                                                                                | Гурт                                                                                          | Реверс | Аверс | Дата выпуска   |
| ----------- | --------- | --------- | --------- | --------------------------------------------------------------------------------------- | --------------------------------------------------------------------------------------------- | --- | --- | -------------- |
|             | 25 мм     | 1,95 мм   | 6,25 г    | Биметалл (кружок выполнен из медно-цинкового сплава, ободок из медно-никелевого сплава) | прерывисто рубчатый                                                                           | Номинал, растительный орнамент | Надпись «Государственный банк СССР» | 1991           |
|             | 25 мм     | 1,95 мм   | 6,25 г    | Биметалл (кружок выполнен из медно-цинкового сплава, ободок из медно-никелевого сплава) | прерывисто рубчатый                                                                           | Номинал, растительный орнамент | Надпись «Государственный банк СССР» | 1992           |
|             | 21 мм     | 1,45 мм   | 3,75 г    | медно-никелевый сплав                                                                   | рубчатый                                                                                      | Номинал, растительный орнамент | Надпись «Банк России» | 1992           |
|             | 21 мм     | 1,45 мм   | 3,5 г     | сталь, плакированная мельхиором                                                         | гладкий                                                                                       | Номинал, растительный орнамент | Надпись «Банк России» | 1993           |
|             | 22 мм     | 2,20 мм   | 5,63 г    | сталь с латунным гальванопокрытием                                                      | 6 участков по 5 рифов и 6 участков по 7 рифов, чередующихся с 12 гладкими участками (верхняя) | В центре (со смещением к левому краю на фоне поля из вертикальных линий) — обозначение номинала монеты: число «10», под числом — слово «РУБЛЕЙ»; Вдоль канта — слева, внизу и в правой части диска — растительный орнамент в виде ветви с переплетающимися стеблями; Внутри цифры «0» в рифлённом поле имеются «скрытые» изображения, видимые поочередно при изменении угла зрения: число «10» и надпись «РУБ». | В центре — эмблема Банка России (двуглавый орел с опущенными крыльями), под ним надпись полукругом «БАНК РОССИИ». Справа под лапой орла — товарный знак монетного двора. В верхней части по окружности — обозначение номинала: «ДЕСЯТЬ РУБЛЕЙ». В нижней части — две горизонтальные линии, разделенные точкой, под ними — год чеканки. | 1 октября 2009 |
|             | 22 мм     | 2,20 мм   | 5,63 г    | сталь с латунным гальванопокрытием                                                      | 6 участков по 5 рифов и 6 участков по 7 рифов, чередующихся с 12 гладкими участками (нижняя)  | В центре (со смещением к левому краю на фоне поля из вертикальных линий) — обозначение номинала монеты: число «10», под числом — слово «РУБЛЕЙ». Вдоль канта — слева, внизу и в правой части диска — растительный орнамент в виде ветви с переплетающимися стеблями. Внутри цифры «0» в рифлённом поле имеются «скрытые» изображения, видимые поочередно при изменении угла зрения: число «10» и надпись «РУБ». | В центре — изображение Государственного герба Российской Федерации, над ним надпись полукругом: «РОССИЙСКАЯ ФЕДЕРАЦИЯ», обрамленная двумя сдвоенными ромбами, под гербом справа — товарный знак монетного двора-изготовителя, ниже — надпись «БАНК РОССИИ» и год чеканки.                                                              | 2016           |

## Памятные монеты

### Монеты из недрагоценных металлов
Центробанк РФ выпускает памятные монеты из недрагоценных металлов номиналом десять рублей в сериях «Древние города России» (с 2002 года), «Российская Федерация» (с 2005 года), «Города воинской славы» (с 2011 года), а также на разные исторические события.
| |  | 27,0 мм | 2,10 мм | 8,40 г | С 2000 по 2016 год — биметалл (кольцо: латунь; диск: мельхиор), с 2017 года — сталь с никелевым и латунным гальваническим покрытием | 300 рифлений и две надписи «ДЕСЯТЬ РУБЛЕЙ», разделённые двумя звёздочками           | Монеты данного вида выпускаются в рамках памятных программ Банка России с различными рисунками реверсов. | В центре диска — обозначение достоинства монеты: «10 РУБЛЕЙ» в две строки. Внутри цифры «0» — скрытые, видимые поочередно при изменении угла зрения изображения: цифры «10» и надписи «РУБ» - в нижней части диска — товарный знак монетного двора — в верхней части кольца по окружности — надпись: «БАНК РОССИИ», в нижней — год чеканки — в правой и левой части кольца — стилизованные ветви растений, переходящие на диск | 2000 — настоящее время |
| |  | 22 мм   | 2,20 мм | 5,63 г | сталь с латунным гальваническим покрытием                                                                                           | 6 участков по 5 рифов и 6 участков по 7 рифов, чередующихся с 12 гладкими участками | Монеты данного вида выпускаются в рамках памятных программ Банка России с различными рисунками реверсов. | В центре диска — обозначение номинала монеты «10 РУБЛЕЙ». Внутри цифры «0» — скрытые, видимые поочередно при изменении угла зрения изображения цифры «10» и надписи «РУБ». По окружности вдоль канта — надписи, вверху: «БАНК РОССИИ», внизу — год выпуска, слева — стилизованное изображение оливковой ветви, справа — дубовой.                                                                                               | 2010 — настоящее время |
| Монетные дворы и их товарные знаки, используемые на монетах: Санкт-Петербургский монетный двор — товарный знак С-П или СПМД; Московский монетный двор — товарный знак М или ММД. |  |         |         |        | |                                                                                     | | |                        |

### Монеты из драгоценных металлов
С 1993 года Банк России выпускает памятные монеты номиналом 10 рублей из золота (1,555 грамма чистого золота в монете) и палладия (15,55 грамма чистого палладия в монете).

## Банкноты 10 рублей образца 1997 года

### Банкнота достоинством 10 рублей образца 1997 года без модификаций
Банкнота выполнена по дизайну банкноты Банка России образца 1995 года достоинством 10 тыс. рублей и изготовлена на бумаге светло-жёлтого оттенка размером 150×65 мм. В бумагу внедрены фиолетовые, красные и светло-зелёные волокна. Преобладающие цвета банкноты — тёмно-зелёный и тёмно-коричневый. Бумага имеет локальные водяные знаки, размещённые слева и справа на купонных полях. На широком купонном поле изображена часовня в Красноярске, на узком купонном поле — число 10. В бумагу внедрена защитная нить, расположенная вертикально и видимая на просвет, с повторяющимся текстом «ЦБР 10» в прямом и перевернутом изображении, отпечатанным чёрной краской.
На лицевой стороне банкноты изображены: вверху эмблема Банка России, отпечатанная коричневой краской; число 10 — тёмно-зелёной краской; текст «БИЛЕТ БАНКА РОССИИ» с повышенным рельефом. В центре — гравюра с изображением моста в городе Красноярске через реку Енисей, и часовня на многоцветном фоне. Внизу — число 10, отпечатанное серебристой краской, текст «Подделка билетов банка России преследуется по закону» (большими буквами) условные рельефные знаки для людей с ослабленным зрением и стилизованное изображение ленты. Лента содержит текст «Красноярск» в рамке и скрытое изображение (кипп-эффект) — буквы «РР», видимые при рассматривании банкноты в косопадающем свете. Справа от ленты расположен текст «ДЕСЯТЬ РУБЛЕЙ». На правом купонном поле внизу расположена узорная розетка серого цвета со светлым обозначением номинала 10 в левой и правой частях и числом 10, выполненным голубой краской, в центре. В правой части билета расположена вертикальная многоцветная орнаментальная полоса из стилизованных изображений шишек и веток хвойных деревьев. На левом узком купонном поле в центре расположены серия и номер банкноты, отпечатанные красно-коричневой краской, на правом широком купонном поле вверху — серия и номер тёмно-зелёного цвета. Серия состоит из двух букв, номер — из семи цифр.
На оборотной стороне банкноты: вверху слева и справа расположены числа 10 в узорных розетках, отпечатанных тёмно-зелёной краской. В центре — гравюра с изображением плотины Красноярской ГЭС, внизу текст «ДЕСЯТЬ РУБЛЕЙ», над текстом расположены семь горизонтальных двойных полос микротекста, состоящих из повторяющихся чисел 10, а справа от него светлый микротекст «ЦБР 10», выполненный на девяти горизонтальных тёмно-зелёных полосах, справа — крупное число 10, отпечатанное тёмно-зелёной краской и число 1997, обозначающее год образца, отпечатанное светло-коричневой краской. Слева в центральной части расположена вертикальная орнаментальная полоса из стилизованных шишек и веток хвойных деревьев, неокрашенные элементы которой при рассматривании билета на просвет заполняются цветом соответствующих элементов орнаментальной полосы с лицевой стороны.
1. Водяные знаки. Водяные знаки расположены на купонных полях банкнот: на узком — цифровое обозначение номинала, на широком — изображена часовня в г. Красноярске. При рассматривании на просвет на водяных знаках видны участки как более тёмные, так и более светлые по сравнению с общим фоном бумаги. На водяном знаке, расположенном на широком купонном поле, отчётливо заметны плавные переходы тонов от тёмных к светлым.
2. Увеличенный рельеф. Метка для людей с ослабленным зрением обладает повышенной рельефностью, воспринимаемой на ощупь. Текст «Билет Банка России» обладает повышенной рельефностью, воспринимаемой на ощупь.
3. Кипп-эффект. Скрытое изображение (кипп-эффект), расположенное на орнаментальной ленте. При рассматривании банкноты под острым углом в отраженном свете на ленте можно увидеть светлые буквы «РР» на тёмном фоне. Если банкноту повернуть на 90 градусов, не меняя направления взгляда, то изображение букв становится тёмным на светлом фоне.[8]
4. Защитная нить. В бумагу внедрена защитная нить, расположенная вертикально и видимая на просвет, с повторяющимся текстом «ЦБР 10» в прямом и перевернутом изображении, отпечатанным чёрной краской.
5. Микротекст. С помощью лупы на оборотной стороне можно различить микротекст. В нижней части банкноты расположены горизонтальные двойные полосы микротекста, состоящие из позитивных повторяющихся чисел 10, и негативные полосы с повторяющимся текстом «ЦБР 10».
6. Защитные волокна. В бумагу внедрены фиолетовые, красные и светло-зелёные волокна.
7. Орнаментальная полоса. В правой части лицевой стороны и левой части оборотной стороны расположена вертикальная орнаментальная полоса, неокрашенные элементы которой при рассматривании билета на просвет заполняются цветом соответствующих элементов орнаментальной полосы с противоположной стороны.
8. Металлизированная краска. На лицевой стороне банкноты внизу на узком купонном поле цифра 10 отпечатана серебристой краской.

### Банкнота достоинством 10 рублей образца 1997 года, модификация 2001 года
В целях усиления защиты денежных знаков от подделки Банк России в 2001 году вводит в наличноденежное обращение модифицированные банкноты образца 1997 года достоинствами 10, 50, 100 и 500 рублей.
Модифицированные банкноты имеют следующие отличия от денежных билетов соответствующих достоинств, являющихся в настоящее время законным платёжным средством на территории Российской Федерации:
1. Цифровое обозначение номинала, отпечатанное металлизированной краской в левой нижней части лицевой стороны, имеет жёлто-зелёное свечение в ультрафиолетовых лучах.
2. Ширина защитной нити увеличена до 1,3 мм, а все символы повторяющегося текста на защитной нити выполнены на одном уровне.
3. В левой нижней части лицевой стороны правее метки для людей с ослабленным зрением введён мелкий текст «МОДИФИКАЦИЯ-2001», расположенный вдоль границы фоновой сетки. Высота букв и цифр текста — 0,4 мм, цвет соответствует цвету фоновой сетки банкноты.

Остальные характеристики модифицированных банкнот полностью соответствуют денежным билетам Банка России образца 1997 года соответствующих достоинств.

### Банкнота достоинством 10 рублей образца 1997 года, модификация 2004 года
Модифицированная десятирублевая банкнота внешне практически не отличается от своей предшественницы — банкноты достоинством 10 рублей образца 1997 года. Модифицированная банкнота напечатана на тонированной бумаге, имеющей палевый оттенок. В бумажной массе хаотически расположены защитные волокна — светло-зелёного и красного цветов, а также ступенчатые волокна с чередующимися участками красного и синего цветов. Изображения на банкноте: на лицевой стороне — вид на мост через Енисей и часовня в Красноярске (памятник XIX века); на обороте — вид на плотину Красноярской ГЭС.
Одно из отличий — появление в банкноте металлизированной ныряющей защитной нити шириной 2 миллиметра. На оборотной стороне банкноты эта нить выходит на поверхность пятью видимыми участками.
Другое отличие — появление на лицевой стороне банкноты скрытого муарового узора, который расположен вокруг изображения часовни. При рассматривании под прямым углом этот узор представляет собой сплошную однотоновую полосу, а при рассматривании под острым углом с длинной стороны банкноты — чередующиеся цветные полосы.
Схема расположения органолептических защитных элементов модифицированной банкноты достоинством 10 рублей:
1. Многотоновый локальный водяной знак в виде номинала банкноты.
2. Многотоновый локальный водяной знак: изображение часовни.
3. Метка для людей с ослабленным зрением. Текст «Билет банка России» и метка для людей с ослабленным зрением обладают повышенной рельефностью, воспринимаемой на ощупь.
4. Латентный эффект (кипп-эффект). При рассмотрении банкноты под острым углом на узорной гильоширной ленте в средней части видны буквы РР (российский рубль). Скрытое изображение, расположенное на орнаментальной ленте, обнаруживается при рассматривании банкноты под острым углом в отраженном свете. Меняя угол зрения на банкноту, но не меняя направления взгляда, можно заметить, как светлые буквы РР на тёмном фоне становятся тёмными на светлом фоне.
5. Серийный номер отпечатан на левом купоне красной краской.
6. Серийный номер отпечатан на правом купоне тёмно-зелёной краской.
7. Металлизированная защитная нить шириной 2 миллиметра, имеющая пять видимых на поверхности участков — «окон», расположенных на оборотной стороне банкноты.

От прежней банкноты новая отличается наличием следующих защитных элементов:
- Скрытый муаровый узор.
- При рассмотрении под острым углом с длинной стороны банкноты вокруг часовни наблюдаются чередующиеся цветные полосы.
- С помощью лупы на оборотной стороне можно различить микротекст. Под изображением Красноярской ГЭС находится позитивный микротекст, сформированный повторяющимся числом 10 в прямом и наклонном начертании. Под ним расположен негативный микротекст в виде тёмных полос со светлым повторяющимся текстом «ЦБР10».
- Специальные защитные волокна «Зона» с переменным профилем поперечного сечения.
- Водяной знак и ныряющая защитная нить (при наблюдении на просвет нить видна как непрозрачная полоска).

В ответ на объявление Центрального банка Российской Федерации о том, что к 2012 году десятирублевые банкноты будут изъяты из обращения и заменены монетами, жители города Красноярска, который изображён на банкноте, решили установить в своем городе памятник этому денежному знаку. В июне 2011 года памятник был установлен.
В IV квартале 2011 года печать 10-рублёвых банкнот возобновлена, однако уже в I квартале 2012 года печать 10-рублёвых банкнот вновь была остановлена.
В конце 2022 года печать 10-рублёвых банкнот вновь возобновлена. Основным их отличием от старых банкнот является лаковое покрытие и ультрафиолетовая защита на оборотной стороне.

## Белорусские 10 рублей
- Белорусские 10 рублей, аверс (1992)
- Белорусские 10 рублей, реверс (1992)
- Белорусские 10 рублей, аверс (2000)
- Белорусские 10 рублей, реверс (2000)
- Белорусские 10 рублей, аверс (2009)
- Белорусские 10 рублей, реверс (2009)
- Белорусские 10 рублей, аверс (2019)
- Белорусские 10 рублей, реверс (2019)

## Приднестровские 10 рублей
- Приднестровские 10 рублей, аверс (1994)
- Приднестровские 10 рублей, реверс (1994)
- Приднестровские 10 рублей, аверс (2000)
- Приднестровские 10 рублей, реверс (2000)
- Приднестровские 10 рублей, аверс (2007)
- Приднестровские 10 рублей, реверс (2007)

## Галерея
- 10 донских рублей, аверс (1918)
- 10 донских рублей, реверс (1918)